# Spyro 2: Gateway to Glimmer
Spyro 2: Gateway to Glimmer, i Amerika känt som Spyro 2: Ripto's Rage! och i Japan som Spyro X Sparx Tondemo Tours, är den andra delen av Spyro the Dragon trilogin där spelaren åter igen upptar kontrollen över Spyro. Spelet släpptes i USA med titeln Ripto's Rage och i Europa som Gateway to Glimmer. Spyro 2 släpptes ett år efter föregångaren, det vill säga år 1999.
Den lilla draken kan i spelet lära sig nya saker som att klättra och simma men du måste betala för det. Betalningen sker med diamanter utspridda över världarna. Spyro stöter även på nya karaktärer som Hunter, Eloa, Professorn och Zoe. Zoe fungerar som ett sparställe. Varje gång Spyro går förbi henne, zappas han av hennes trollstav och spelet sparas automatiskt. 
Ripto och hans kumpaner Crush och Gulp har tagit över hela landet och nu är det upp till Spyro och hans vänner att få tillbaka det. Gateway to Glimmer är det första i Spyro serien att introducera bossfighter för att komma till nästa värld.